# Терентин (струмок)
Терентин — струмок в Україні, у Рахівському районі Закарпатської області, правий доплив Чорної Тиси (басейн Дунаю).

## Опис
Довжина струмка приблизно 4 км. Формується з багатьох безіменних струмків.

## Розташування
Бере початок на полонині Довжиній. Тече переважно на південний схід понад гірською вершиною Терентин. У селі Білин впадає у річку Чорну Тису, праву притоку Тиси. 
Струмок перетинає автомобільна дорога Н09.